# Sử Văn Cung
Sử Văn Cung (tiếng Trung: 史文恭; bính âm: Shǐ Wéngōng) là nhân vật hư cấu trong Thủy Hử của Thi Nại Am, là một tướng của Tăng Đầu thị được coi là chiến tướng giỏi nhất của thành này, là huynh đệ đồng môn của Lâm Xung và Lư Tuấn Nghĩa. Ông chết trong cuộc chinh phục Tăng Đầu thị của Tống Giang
Trong cuộc chinh phục Tăng Đầu thị của Tiều Cái, có hai vị sư bày cho Tiều Cái con đường nhỏ vào thành. Không ngờ Sử Văn Cung đã cho mai phục ở đường này, quân Lương Sơn Bạc thua to. Tiều Cái trúng tên độc của Sử Văn Cung mà chết, Tống Công Minh cho quân đánh Tăng Đầu thị trả thù. Sử Văn Cung bị lừa ra khỏi thành, khi về thấy thành đã bị chiếm, quay ngựa chạy thì gặp mai phục của Lư Tuấn Nghĩa. Hai người đánh nhau, Sử Văn Cung bị đánh gãy giáo, nhưng Lư Tuấn Nghĩa lại đâm thương vào gốc cây không rút ra được. Sử Văn Cung cầm cây giáo đã gãy lao từ trên cây xuống định đâm, nhưng cuối cùng Lư Tuấn Nghĩa đã kịp rút cây thương và đâm Sử Văn Cung không kịp trở tay.